# Вредоносный код
Вредоносный код — та часть программы, действие которой переходит рамки закона, направлено на повреждение данных, их кражу или нанесения вреда системе и позволяет считать всю программу наносящей вред компьютеру.
Но следует отличать (хотя последствия одинаковы) ошибочный код. Код, сгенерированный ошибочно, не позволяет квалифицировать умысел и считать программу вредоносной. Это будет просто программа с ошибкой, дефектом и в случае наступления правовой ответственности, можно говорить лишь о «нанесении вреда по некомпетентности».
К ошибке может также привести отсутствие квалификации, поэтому ещё предстоит ограничить распространение ПО, неосторожные действия с которым могут повлечь генерацию ошибок, наносивших в прошлом значительный ущерб сообществу. Ошибки приводили к порче ПО ещё до появления в статье 273 УК РФ понятия «вредоносная программа».